# 稲荷山古墳 (丹波篠山市)
稲荷山古墳（いなりやまこふん）は、兵庫県丹波篠山市小田中（こだなか）にある古墳。形状は前方後円墳。丹波篠山市指定史跡に指定されている。

## 概要

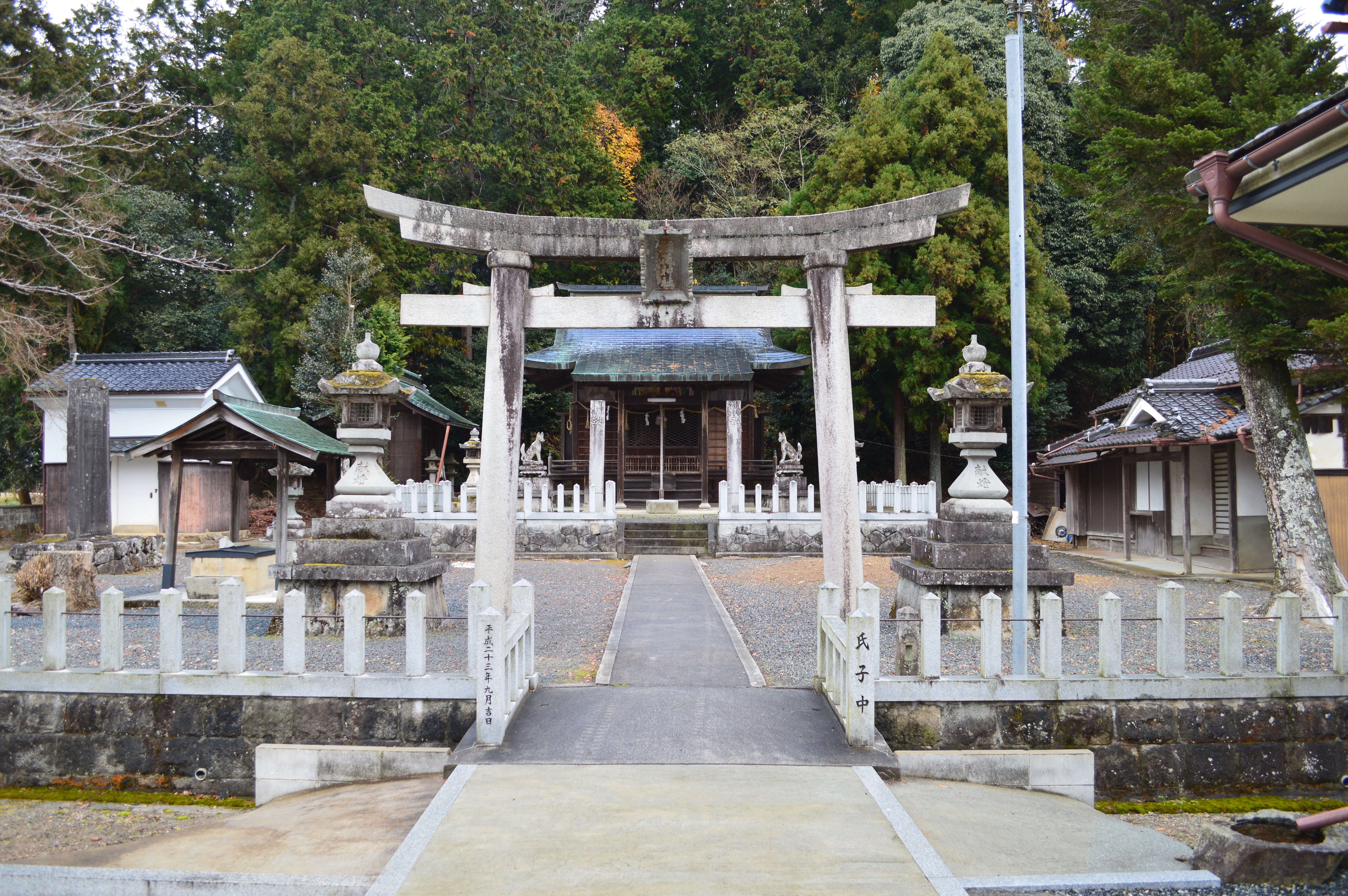
清五郎稲荷神社

兵庫県東部、篠山盆地東縁の清五郎稲荷神社後背の丘陵上に築造された古墳である。発掘調査は実施されていない。
墳形は前方後円形で、墳丘長28メートルを測る。埋葬施設は後円部における横穴式石室で、東方向に開口する。玄室の長辺に羨道が接続してT字形の平面形をなすという、珍しい形状の石室になる。副葬品は詳らかでない。
築造時期は、古墳時代後期の6世紀後半頃と推定される。T字形石室は大陸様式の渡来系埋葬施設とする説があり、奈良県明日香村で出土した木簡にある「旦波国多貴評草上里漢人部佐知目」の記載との関連性が指摘される。
古墳域は1970年（昭和45年）に旧篠山町指定史跡（現在は丹波篠山市指定史跡）に指定されている。

## 埋葬施設

石室俯瞰図

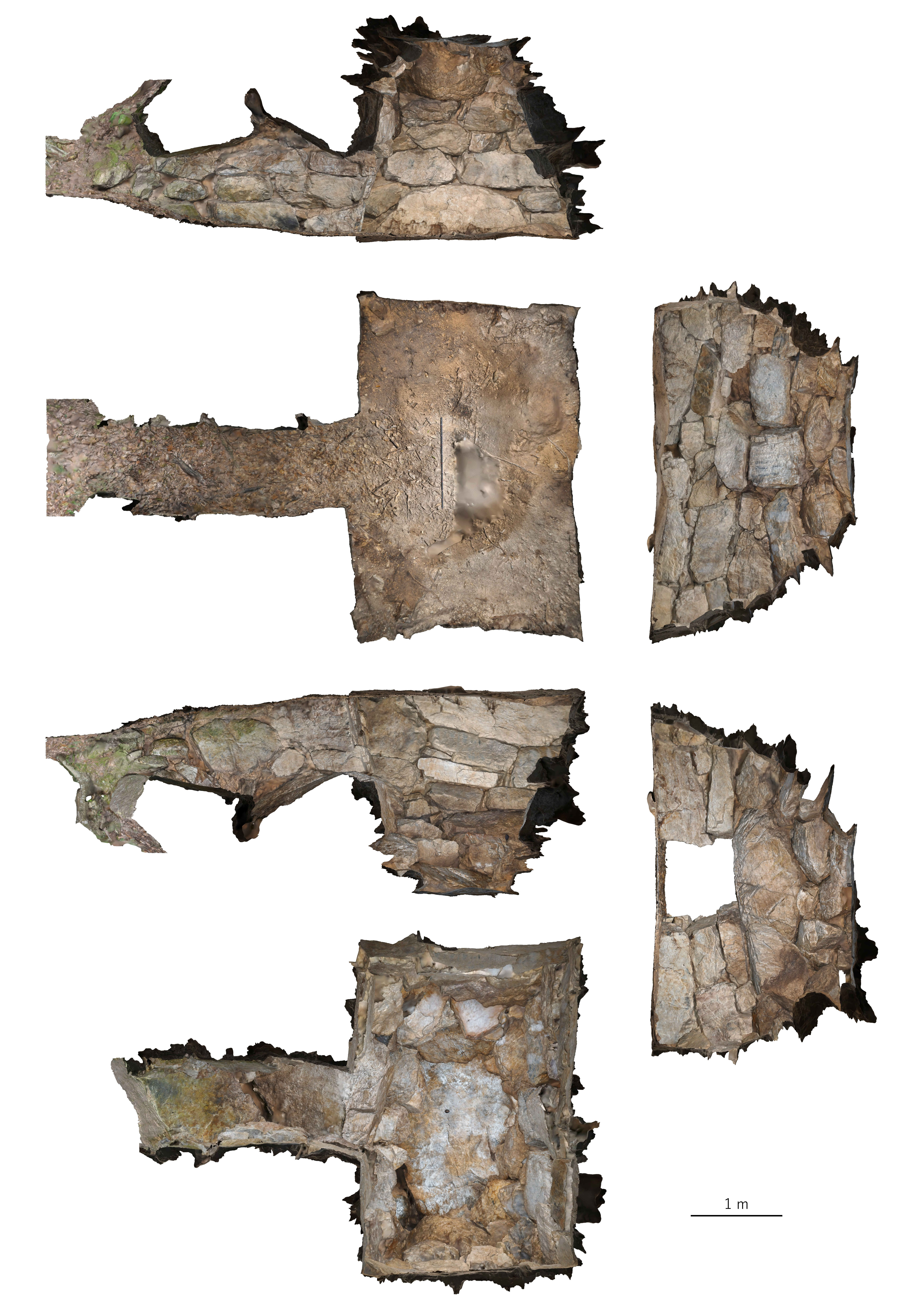
石室展開図

埋葬施設としては後円部において横穴式石室が構築されており、東方向に開口する。玄室の長辺中央部に羨道が接続し、平面形としてはT字形をなす。石室の規模は次の通り。
- 石室全長：6.35メートル
- 玄室：長さ2.5メートル、幅3.66メートル（奥壁）・2.40メートル（北壁）・2.35メートル（南壁）
- 羨道：長さ3.85メートル、幅約1.0メートル、高さ0.80メートル

T字形石室は全国的にも珍しい例で、兵庫県内では本古墳のほか奥山1号墳（朝来市）・山田大山5号墳（丹波市）・高塚山1号墳（神戸市）・飾東1号墳（姫路市）で知られる。
石室の玄室は6-7段積みである。壁石を天井まで持ち送って天井石は1枚とし、全体としてはアーチ状に構築される。

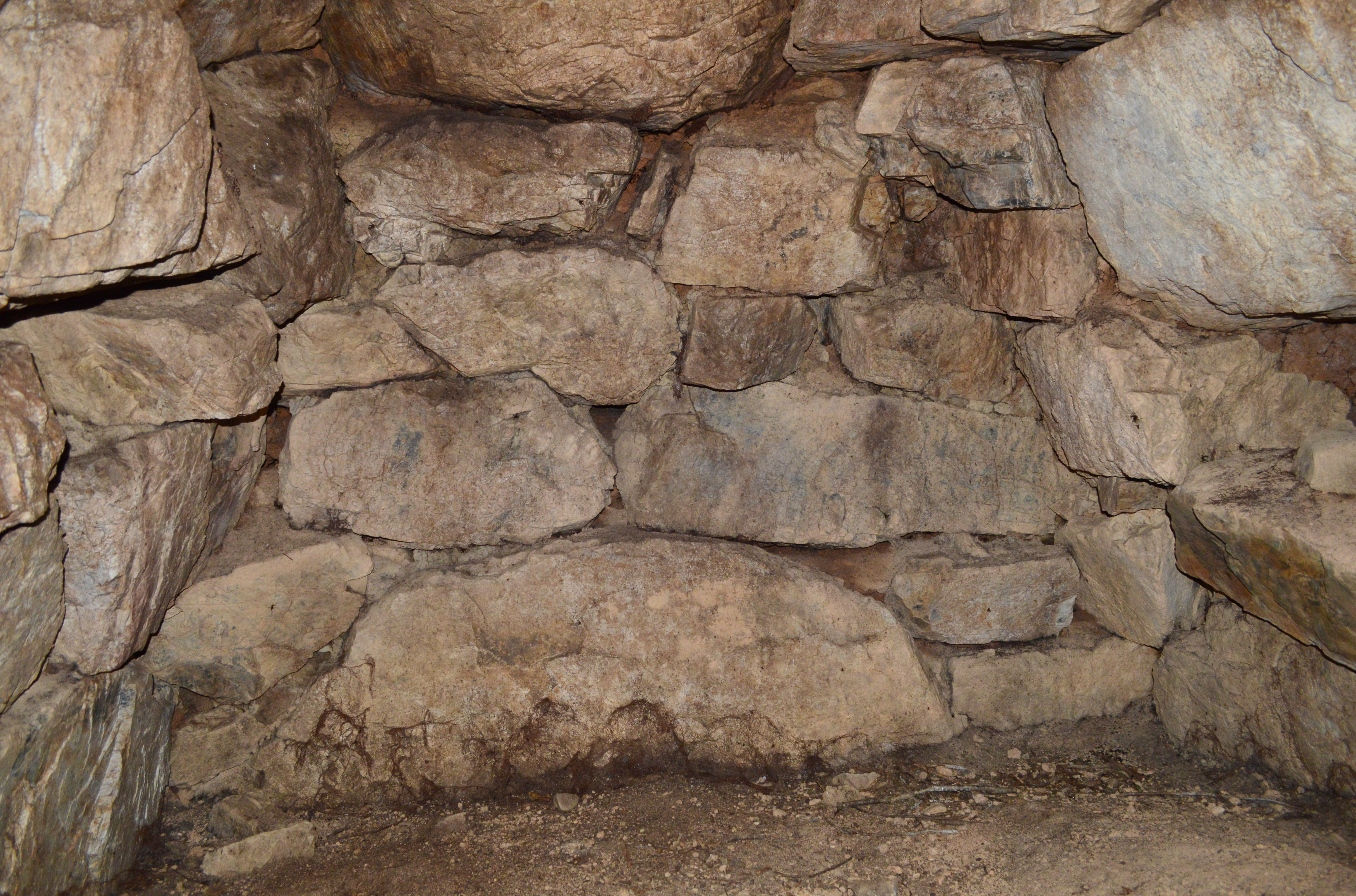
玄室南壁
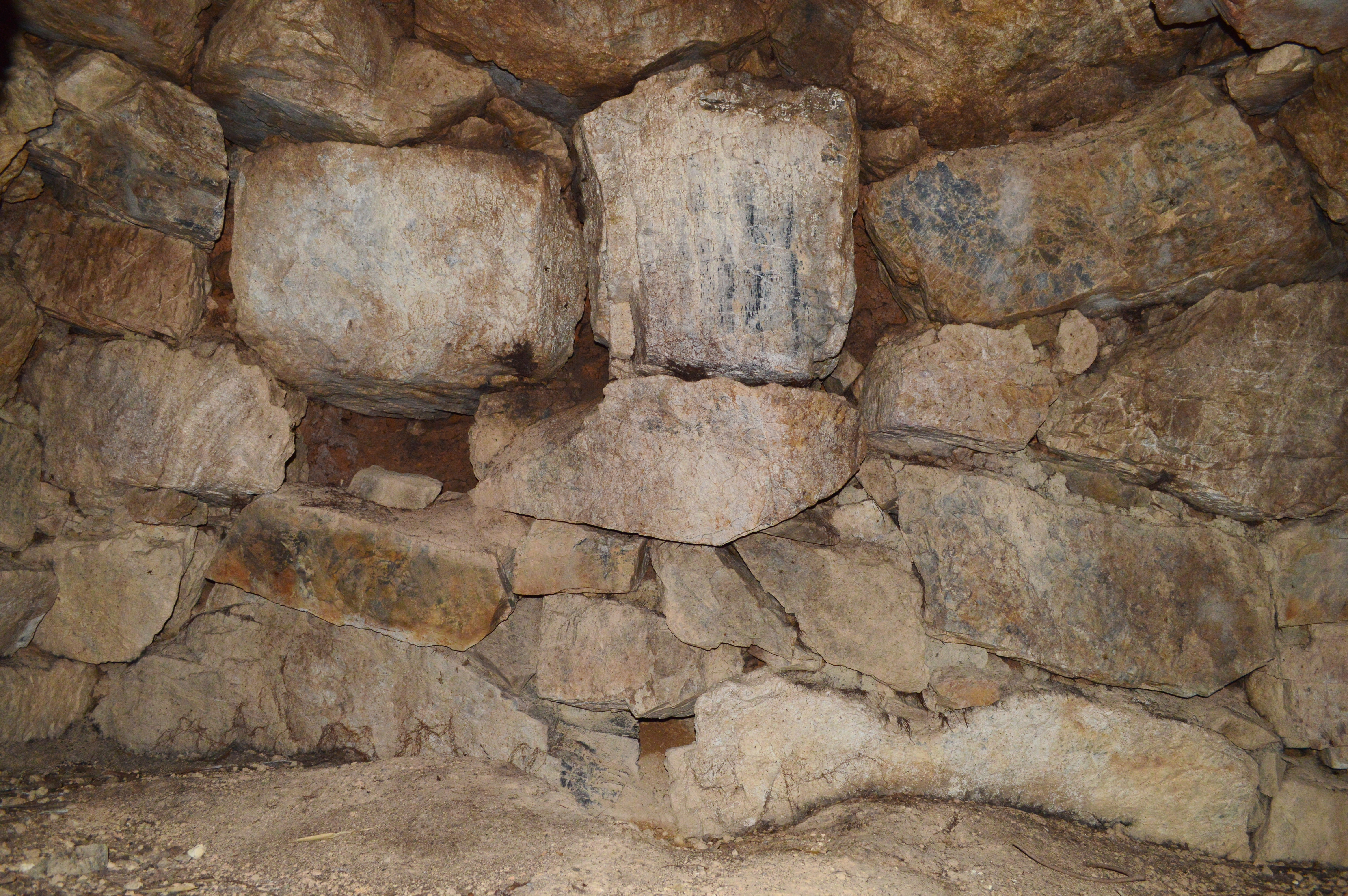
玄室西壁（奥壁）
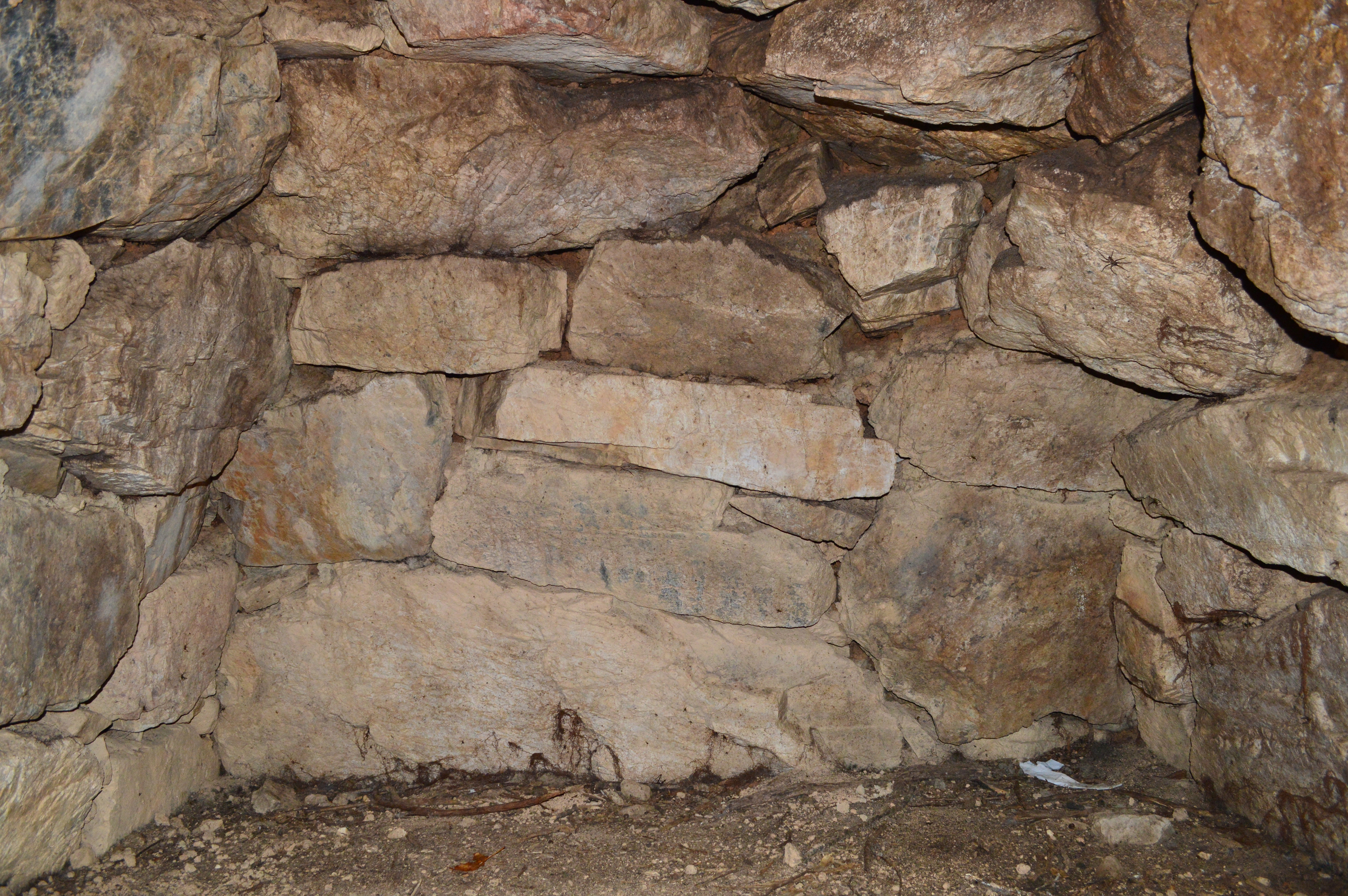
玄室北壁
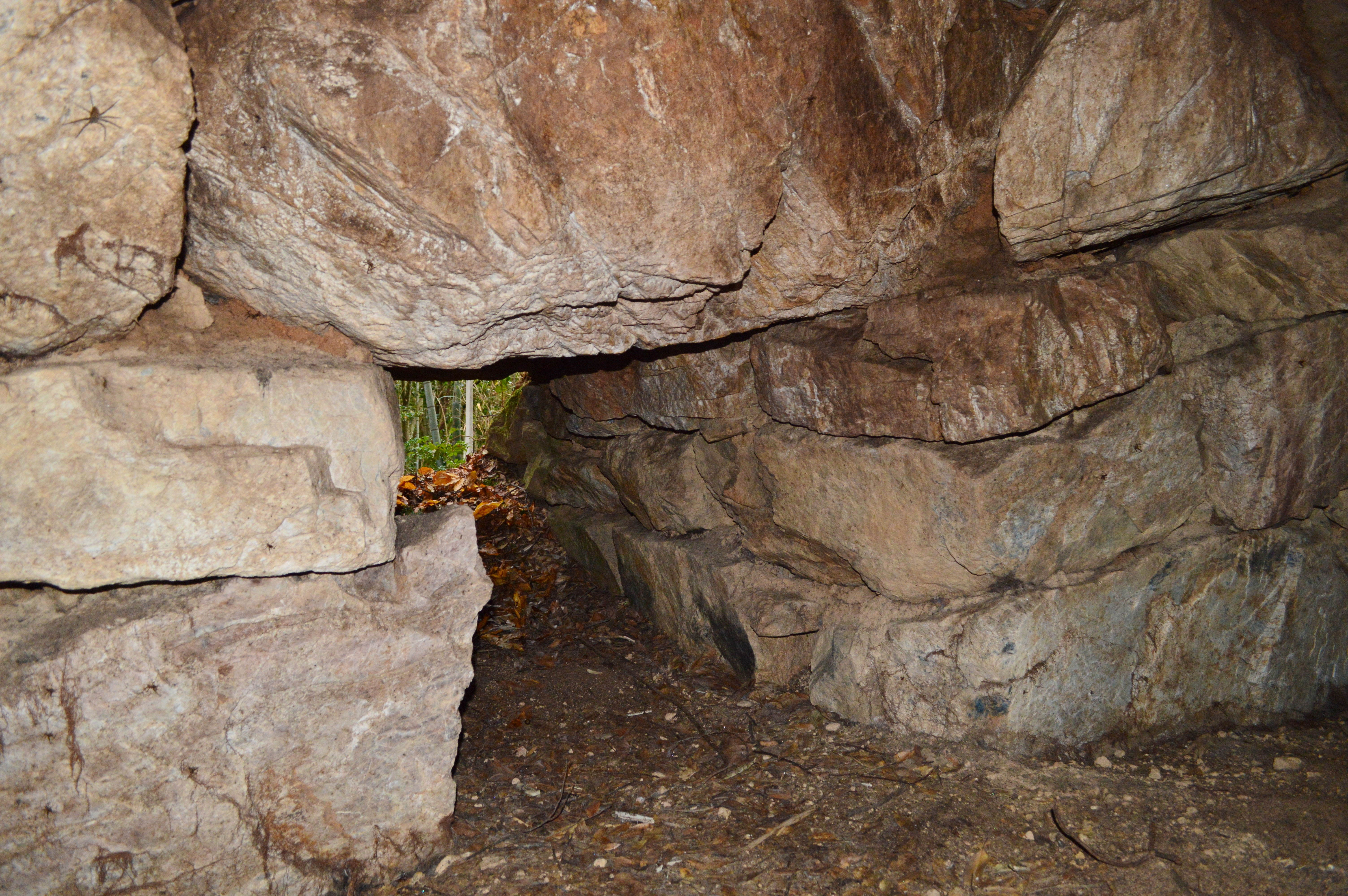
玄門
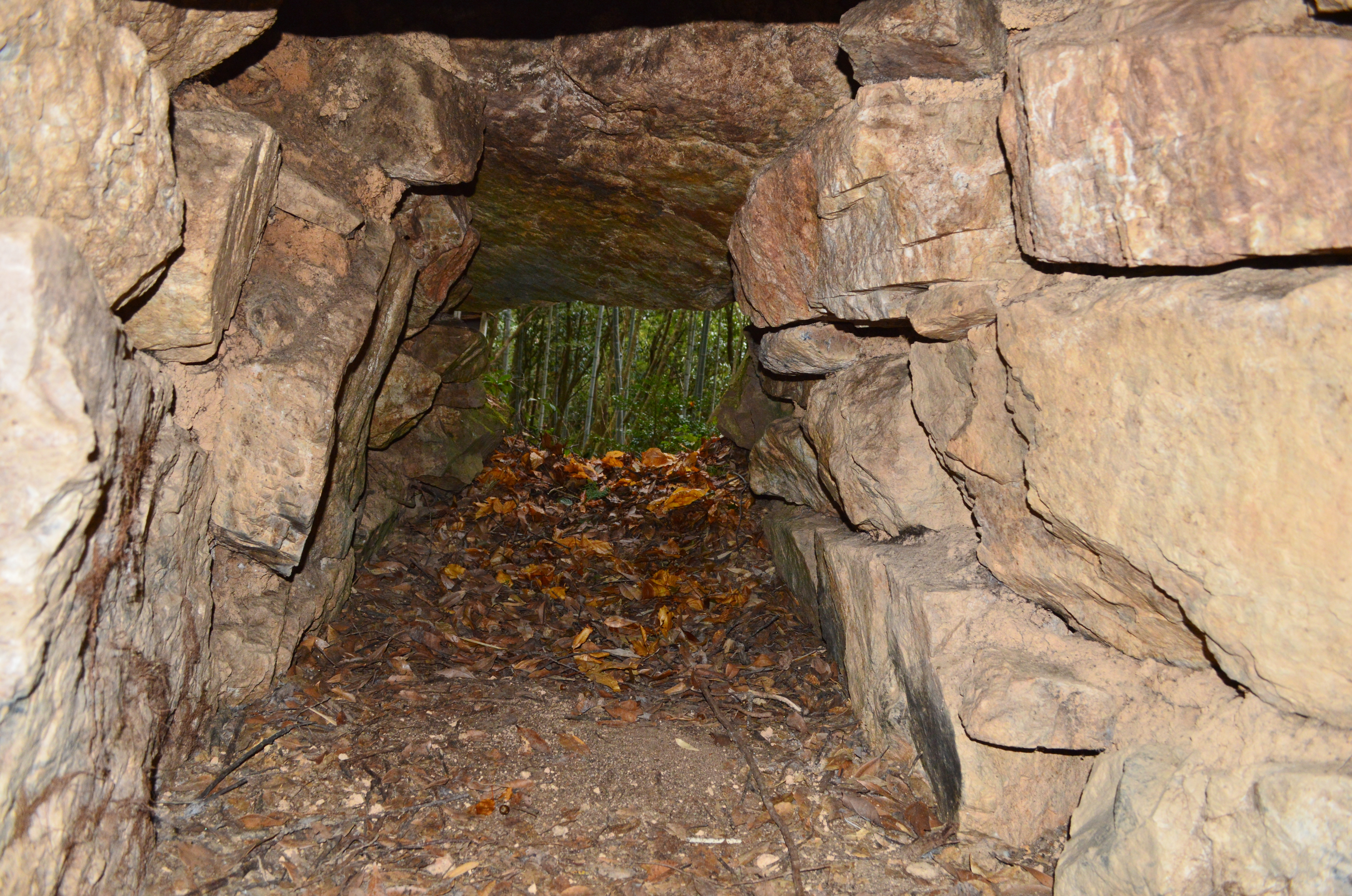
羨道（開口部方向）
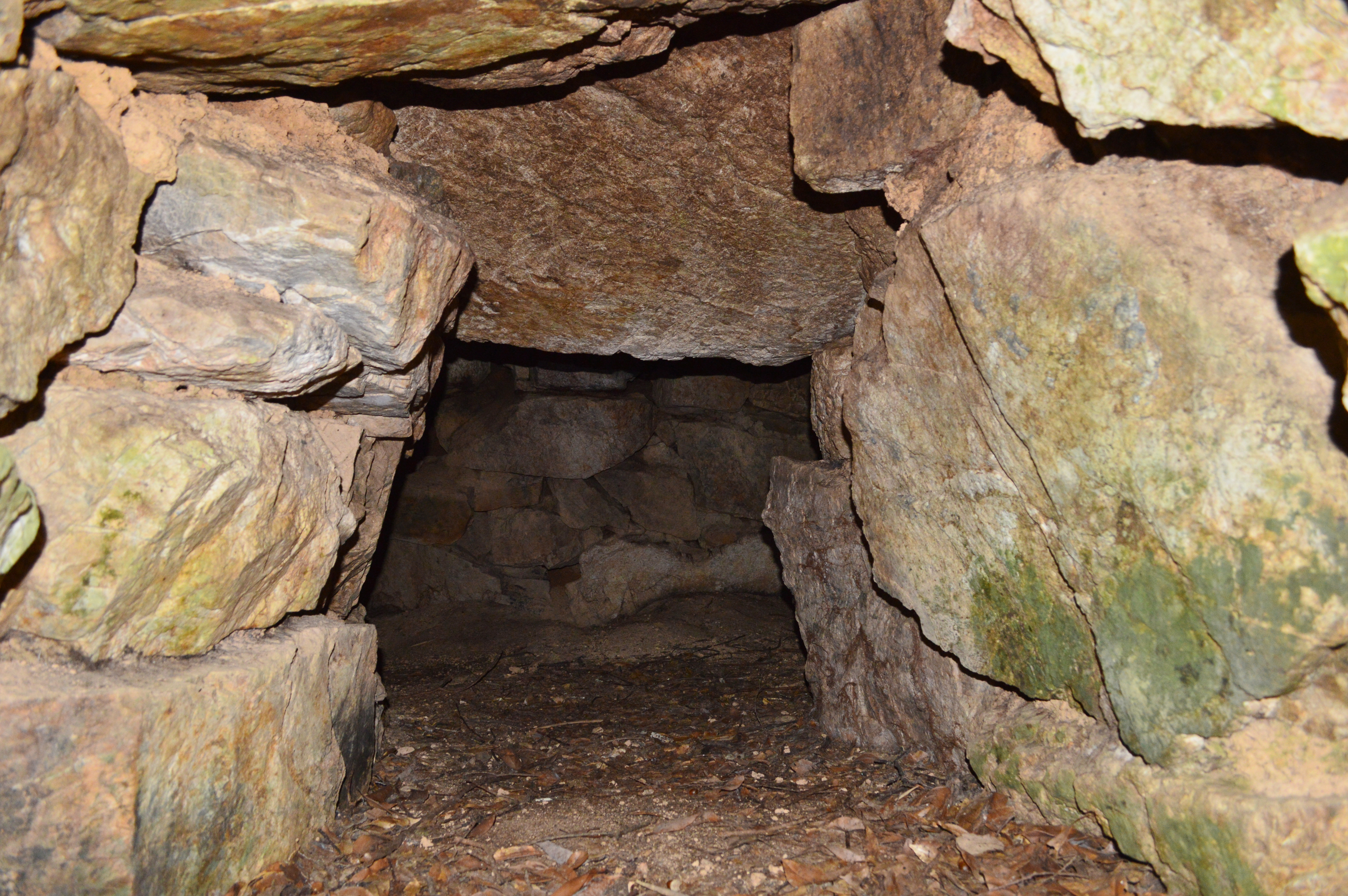
羨道（玄室方向）
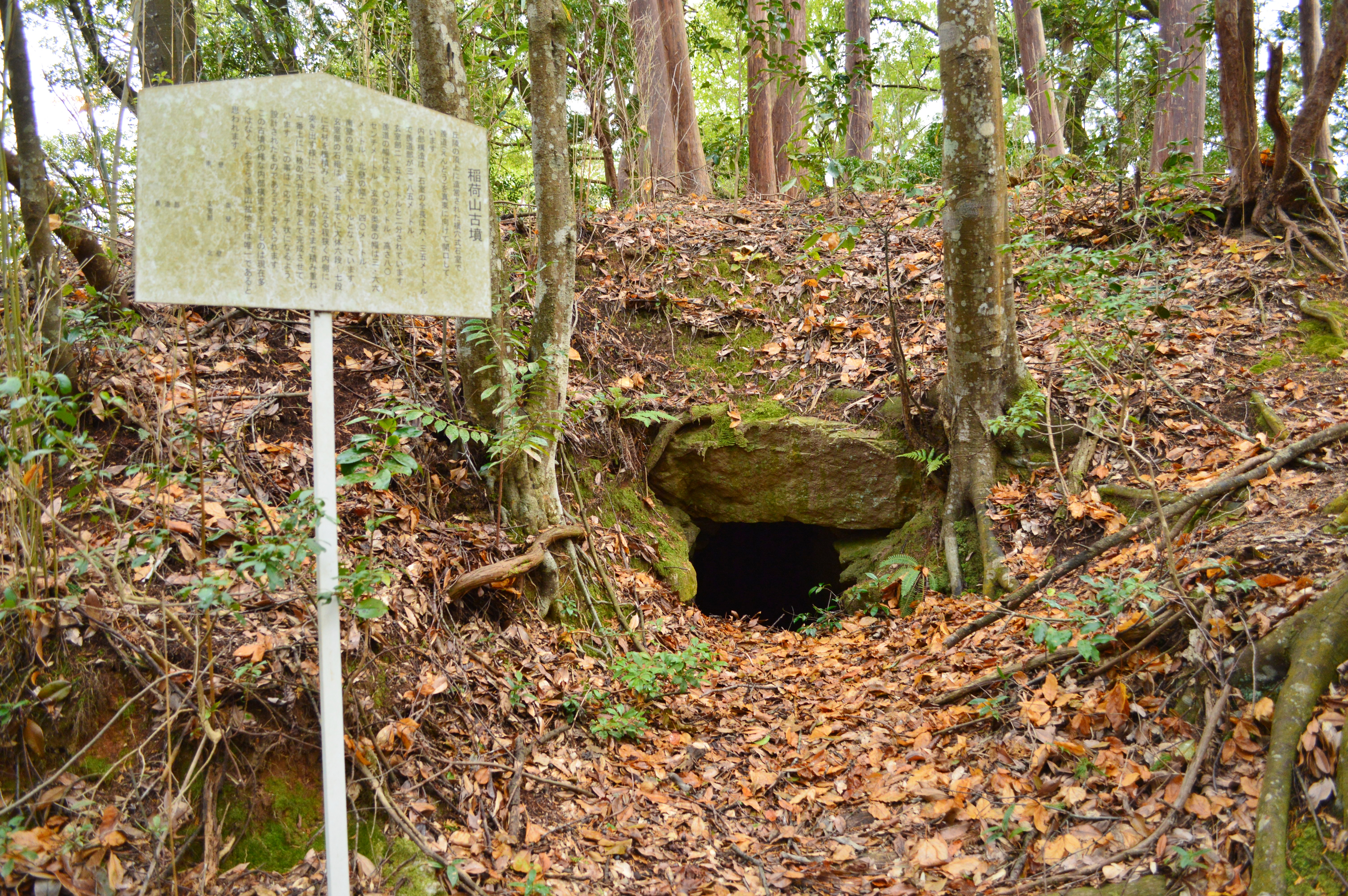
開口部

## 文化財

### 丹波篠山市指定文化財
- 史跡
  - 稲荷山古墳 - 所有者は稲荷神社。1970年（昭和45年）10月13日指定[4]。